# Vanne (Fluss)
Die Vanne ist ein Fluss in Frankreich, der in den Regionen Grand Est und Bourgogne-Franche-Comté verläuft. Er entspringt im Ortsgebiet von Fontvannes, entwässert generell in Richtung West bis Südwest an der Nordgrenze der Landschaft des Pays d’Othe und mündet nach rund 59 Kilometern am südlichen Stadtrand von Sens als rechter Nebenfluss in die Yonne. Auf ihrem Weg durchquert die Vanne die Départements Aube und Yonne.

## Orte am Fluss
- Fontvannes
- Estissac
- Villemaur-sur-Vanne
- Villeneuve-l’Archevêque
- Theil-sur-Vanne
- Malay-le-Grand
- Maillot
- Sens

## Wasserversorgung von Paris
In den 1870er-Jahren wurden zur besseren Trinkwasserversorgung von Paris zahlreiche Quellen im Einzugsgebiet der Vanne gefasst und im sogenannten Aqueduc de la Vanne in einer Länge von 157 Kilometern nach Paris abgeleitet. Zahlreiche Kunstbauten dieses Aquäduktes sind entlang des Flusses zu sehen. Am markantesten ist die Querung der Yonne zwischen Sens und Pont-sur-Yonne. 
Das Aquädukt vereinigt sich im Wald von Fontainebleau, westlich von Moret-sur-Loing, mit den beiden anderen Wasserleitungen Aqueduc du Loing et du Lunain und dem Aqueduc de la Voulzie. Alle drei zusammen stellen die Trinkwasserversorgung von Paris aus Richtung Süden dar.